# Économie de l'information
L'économie de l'information a plusieurs sens :
- c'est une branche de la science économique qui explique l'importance de l'information et par exemple de l'asymétrie d'information dans le marché. Elle s'intéresse de ce fait à la façon dont l'information affecte les décisions économiques ;
- elle traite aussi de la place de l'information comme secteur important de l'économie postindustrielle et des interactions intervenant dans le marché de l'information.

Ainsi, il convient de distinguer l'information dans le marché et l'information comme (secteur de) marché économique à part entière.

## L’information comme facteur d’orientation économique
En tant que domaine de la science économique, l’économie de l’information vise à expliquer des phénomènes auparavant inexpliqués ou attribués à des causes externes, en particulier l’interférence des gouvernements.
Il s’agit d’une science en développement. Son apparition remonte aux travaux réalisés dans les années 1970 par Michael Rothschild (en), Joseph Eugene Stiglitz, Michael Spence et George Akerlof. Ces trois derniers ont été récompensés en 2001 par le « prix Nobel » d’économie pour leurs analyses du marché en situation d’asymétrie d’information.
Cette branche se fonde notamment sur la théorie du screening, qui vise à obtenir de l’information privée de la part d’un agent économique, comme le montrent les exemples étudiés des lemons  d’Akerlof, de l’effet signal de Spence, ou du métayage par Joseph Stiglitz. Le postulat est que l’information est par nature imparfaite, les asymétries d’information jouent un rôle essentiel et l’information elle-même a un coût.

## L'information comme secteur important de l'économie
Concernant la deuxième acception, on retrouve l'appellation économie de l'information dans les travaux de Marc Uri Porat en 1977 traitant de l'ampleur des nouvelles technologies dans les économies particulièrement et généralement dans le monde. Depuis, ses travaux ont été largement cités et désignés comme le premier emploi marquant du terme « économie de l’information ». Ainsi se construit la définition de ce concept autour de la Nouvelle économie.
Une économie devient une économie de l’information quand le travail en rapport avec l’information devient plus important que le travail en rapport avec les autres secteurs. Selon les évaluations de Porat, ce phénomène s’est produit en 1967, quand 53 % de la main d’œuvre américaine s’est trouvé impliqué dans le « travail de l’information ».
On voit également fleurir en France des expressions comme "marché privé de l’information", ou "industrie de l’information". Ces thèmes, encore peu explorés, semblent cependant porteurs et traduire une réalité importante du monde économique moderne. Un article publié en 2019 sur le site Infoguerre, la notion de « marché privé de l’information », tente d’ailleurs de formaliser ce sujet.

## Une économie immatérielle?
Une opinion couramment répandue est que l'économie de l'information serait « immatérielle », avec le remplacement massif de l'information sur support papier par de l'information sur support électronique, particulièrement dans le secteur des services. Pourtant, force est de constater que les productions de biens matériels ont continué à augmenter en volume dans les pays développés. D'autre part, les produits électroniques sont eux-mêmes matériels. On a donc complexifié l'économie, on ne l'a pas rendue immatérielle.
Des études montrent que l'économie « dématérialisée » continue d'avoir des effets importants sur l'environnement.

## Une économie politique de l'information
Quand on parle de l’économie de l’information, on fait référence surtout à l’information en tant que marchandise, capable de générer de la valeur, ou comme instrument qui permet la diminution des asymétries informatives. En réalité, l’économie de l’information peut être aussi considérée comme une forme d’économie politique, qui vise à la gestion du commun informationnel, qui est, par nature, non-rival et difficilement excluable. Le phénomène de la dématérialisation a permis une augmentation de la rapidité de la circulation de l’information, qui s’inscrit dans la vision de l’Internet en tant que openness. Ce concept souligne la conception de l’Internet comme système ouvert, fondé sur un environnement commun et interopérable, capable de promouvoir la connexion entre les individus et d’abolir les barrières à l’accès à l’information. Si auparavant l’exigence fondamentale était la liberté d’information, définie comme le droit d’avoir accès à l’information détenue par des organismes publics, à l’ère d’Internet c’est l’information qui devient un instrument pour garantir la liberté. La liberté par l’information vise à la redistribution de l’information entre les membres de la communauté, tout en éliminant les asymétries d'information existantes, qui sont les résultats des coûts d’accès à l’information même. C’est ainsi que B. Loveluck (2012) désigne le concept de libéralisme informationnel, comme philosophie sous-jacente à la structure d’Internet, capable de favoriser « l’auto-organisation de la société civile ». L’information, valorisée grâce à la numérisation, revient alors à sa conception de commun informationnel; malgré la critique menée par Hardin (1968), qui soutient la non viabilité de l’exploitation d’un bien mis en commun par la communauté, Heller (1998) réfute cette thèse, en démontrant comme la création de règles d’utilisation, partagées et respectées par la communauté, permet une utilisation plus efficace de la ressource. Dans le point de vue du libéralisme informationnel, cela signifie que « plus les biens communs sont nombreux, plus l’autonomie individuelle s’accroît » .  

### Les formes d’auto-organisation du libéralisme informationnel
À partir de cette conception de l’information comme commun informationnel, on peut tracer les différents modèles d’économie politique, résultants de la volonté de créer une forme d’auto-organisation, nécessaire pour le bon fonctionnement de la circulation et de l’échange de l’information.

#### L’ordonnancement algorithmique
La première forme d’autogestion est la captation qui, à travers la recentralisation des flux de données, permet une sélection endogène de l’information et une simplification de la recherche. Ces nouvelles données, ainsi construites, sont traitées par des algorithmes qui les redistribuent selon l’exigence du consommateur final. D’où la naissance des grandes plateformes intermédiaires de l’information, tel que Google, qui appliquent des algorithmes pour « optimiser » et « personnaliser » la demande à l’offre, au coût d’une centralisation de l’information.

#### La distribution radicale
La dissémination « […] vise au contraire à déconcentrer les flux d’information à partir d’un retour aux ambitions qui ont animé l’internet des origines en tant que réseau distribué, tout en les radicalisant ». Ce modèle, définit comme un « anarco-mutualisme libéral » (Benkler, 2013) vise à la maximisation de la libre circulation de l’information, en éliminant toute forme d’asymétrie informative. C’est le cas, notamment, des services fondés sur la diffusion de contenus à travers le système peer-to-peer, tel que BitTorrent.

#### La gouvernance processuelle
En fin, il y a tous les systèmes qui mieux incarnent la conception d’information en tant que commun, c’est-à-dire qui promeuvent la création et l’amélioration de l’information, en garantissant la libre circulation. Les logiciels en open source et Wikipedia en sont l’exemple emblématique ; ils visent à fonder « a political economy - that is, a system of sustainable value creation  and a set governance mechanisms». L’auto-institution représente la forme d’économie politique capable d’assurer la viabilité d’une mise en commun de la gestion de la libre circulation de l’information ; grâce à un système de contrôle par la communauté même, elle assure le respect des règles fondamentales pour l’autonomie de l’information.